# Simocheilus
Simocheilus é um género botânico pertencente à família Ericaceae.